# 曙町 (豊田市)
曙町（あけぼのちょう）は、愛知県豊田市の地名。現行行政地名は曙町1丁目から5丁目。

## 地理
豊田市南西部、挙母地区の南部に位置し、東は寿町、南は竜神町、北は土橋町に接する。

### 学区
- 豊田市立土橋小学校
- 豊田市立竜神中学校

## 歴史

### 人口の変遷
国勢調査による人口および世帯数の推移。
| 1995年（平成7年）  | 583世帯 1360人 |  |
| 2000年（平成12年） | 592世帯 1371人 |  |
| 2005年（平成17年） | 617世帯 1296人 |  |
| 2010年（平成22年） | 488世帯 1036人 |  |
| 2015年（平成27年） | 463世帯 989人  |  |
| 2020年（令和2年）  | 666世帯 1282人 |  |

### 沿革
- 1959年（昭和34年）1月1日 - 挙母市大字山之手の一部より、豊田市曙町が成立[2]。

## 交通

### 鉄道
- 名鉄三河線土橋駅（南口）

### バス
- とよたおいでんバス26土橋・豊田東環状線：土橋駅（ - トヨタ記念病院・豊田市 方面）

### 道路
- 愛知県道76号豊田安城線
- 愛知県道491号豊田環状線

## 施設
- あいち銀行豊田南支店
- 豊田信用金庫土橋支店

### WEB
1. ↑  “愛知県豊田市の町丁・字一覧”.   人口統計ラボ. 2024年2月26日閲覧。
2. 1 2  総務省統計局 (2022年2月10日). “令和2年国勢調査の調査結果(e-Stat) - 男女別人口，外国人人口及び世帯数－町丁・字等” (CSV). 2023年8月2日閲覧。
3. ↑  “愛知県豊田市の郵便番号一覧”.   日本郵便. 2024年2月23日閲覧。
4. ↑  “市外局番の一覧” (PDF).   総務省 (2022年3月1日). 2022年3月22日閲覧。
5. ↑  “ナンバープレートについて”.   一般社団法人愛知県自動車会議所. 2024年1月21日閲覧。
6. ↑  総務省統計局 (2014年3月28日). “平成7年国勢調査の調査結果(e-Stat) - 男女別人口及び世帯数 －町丁・字等” (CSV). 2021年7月20日閲覧。
7. ↑  総務省統計局 (2014年5月30日). “平成12年国勢調査の調査結果(e-Stat) - 男女別人口及び世帯数 －町丁・字等” (CSV). 2021年7月20日閲覧。
8. ↑  総務省統計局 (2014年6月27日). “平成17年国勢調査の調査結果(e-Stat) - 男女別人口及び世帯数 －町丁・字等” (CSV). 2021年7月21日閲覧。
9. ↑  総務省統計局 (2012年1月20日). “平成22年国勢調査の調査結果(e-Stat) - 男女別人口及び世帯数 －町丁・字等” (CSV). 2021年7月21日閲覧。
10. ↑  総務省統計局 (2017年1月27日). “平成27年国勢調査の調査結果(e-Stat) - 男女別人口及び世帯数 －町丁・字等” (CSV). 2021年7月21日閲覧。

### 書籍
1. ↑  「角川日本地名大辞典」編纂委員会 1989, p. 1761.
2. ↑  「角川日本地名大辞典」編纂委員会 1989, p. 84.